# Fulgoraria (Musashia) noguchii
Fulgoraria (Musashia) noguchii is een slakkensoort uit de familie van de Volutidae. De wetenschappelijke naam van de soort is voor het eerst geldig gepubliceerd in 1960 door Hayashi.